# Rhithroperla rossi
Rhithroperla rossi é uma espécie de inseto pertencente à família Gripopterygidae.